# Женидба Краљевића Марка (обред)
Женидба Краљевића Марка је део колективних обичајно-обредних радњи које се изводе у склопу празновања Белих поклада у Штрпцу, средишту Сиринићке жупе. Обичај се састоји из опхода маскиране поворке, под називом вучари, која на симболички начин приказује женидбу Краљевића Марка. Обичај је познат и као Покладна свадба у Штрпцу. Овај обред представља централни догађај у оквиру светковине која се одвија на дан Белих поклада, у недељу уочи почетка ускршњег поста, а који је у народу познат као Прочка.
Обред Женидба Краљевића Марка је 2018. године уврштен у Национални регистар нематеријалног културног наслеђа Србије.

## Опис обичаја
Не зна се поуздано од када датира овај обичај, али локално становништво верује да се упражњавао још у време турске владавине, а континуитет је прекидан је само неколико пута, током 60-их, 80-их и 90-их година 20. века. Женидба Марка Краљевића одржава се у више села Сиринићке жупе.
Учесници у овом програму су сеоски момци – „вучари”, маскирани у живописне костиме. Међу учесницима поворке издваја се неколико лица у главним улогама, међу којима су Краљевић Марко, млада, односно снаша, затим кум, девер, стари сват, два попа, барјактар, гочабија и миклије (пријатељи). Mлада је увек мушкарац обучен у женску народну ношњу. Свадбену поворку чине вучари који на коњима или пешке прате младенце и носе мачеве како би заштитили младу да је неко не украде. Сватови Марка Краљевића залазе у многе улице у насељу. Мештани их са радошћу дочекују пред капијама, дарујући музичаре новцем. Чин венчања, пропраћен сатиричним текстовима, обавља се уз овације присутних гледалаца. Цео догађај завршава се ритуалним паљењем бакљи – „кумбара” трешњине коре, што је од давнина значило заштиту од злих духова и нечастивих сила. Уз богату трпезу, на којој преовлађује бели мрс, вечерају заједно родбина и комшије и симболично се мире, јер су Беле покладе празник опраштања и помирења. Растерећени љутње и нетрпељивости верници улазе у период великог Васкршњег поста, који започиње у поноћ.

## Симболика и значај
Овај пагански обичај симболизује вечиту борбу добра и зла. Зла, које ће са првим мраком, „мавањем кумбара”, односно окретањем запаљивих бакљи, мештани терати из својих дворишта и насеља. Догађај има за циљ да насмеје и развесели окупљени народ.

## Нематеријално културно наслеђе
Културу Срба у Штрпцу до дана данашњег краси богата обичајно-обредна пракса коју локално становништво види као део свог традиционалног наслеђа и важан чинилац очувања националног идентитета. Обред Женидба Краљевића Марка је, као део те праксе, 2018. године уврштен у Национални регистар нематеријалног културног наслеђа Србије.